# Rick Okon
Rick Okon, född 13 april 1989 i Schwedt/Oder i Brandenburg är en tysk skådespelare. Han är i Sverige mest känd för huvudrollen i tv-serien Das Boot (2018-2023) som visats på SVT.
Okon tog examen från gymnasiet i Rahlstedt i Hamburg 2009. Han tog också skådespelarlektioner på dramaskolan New Talent i Hamburg från 2005. Från 2010 till 2014 studerade han skådespeleri vid Babelsberg Konrad Wolf Film University i Potsdam. 
Okon debuterade 2006 i tv-serien Großstadtrevier. I sin första huvudroll i Romeos (2011) spelade han transmannen "Lukas". För denna roll nominerades han som bästa unga skådespelare vid German Actor Award 2013. 2013 spelade Okon "Hans" i tv-filmen En Schnitzel för alla, som lever med Aspergers syndrom. För detta nominerades han till både Günter Strack Television Prize och German Academy of Television Prize 2014. 2015 dök han upp framför kameran för den kanadensiska serien X Company i Budapest och nominerades till "Bästa skådespelare i en gästroll" vid Canadian Screen Awards. Från 2018 till 2023 spelade han rollen som löjtnant Klaus Hoffmann i Sky Deutschlands Das Boot. Han bor i Berlin och Hamburg.